# Astruc
Astruc ist ein französischer Familienname.

## Herkunft und Bedeutung
Der Name tritt unter Juden Südfrankreichs und Spaniens häufig auf.

## Namensträger
- Alexandre Astruc (1923–2016), französischer Filmregisseur, Drehbuchautor und Schriftsteller
- Didier Astruc (* 1946), französischer Chemiker
- Edmond Astruc (1878–1977), französischer Künstler
- Élie-Aristide Astruc (1831–1905), französischer Rabbiner
- Jacques Astruc (* 1963), französischer Schriftsteller und Literaturwissenschaftler
- Jean Astruc (1684–1766), französischer Mediziner und Bibelkritiker
- Jean Astruc (Mandagout) (1654–1702), französischer Kamisard
- Louis Astruc (1857–1904), französischer Schriftsteller
- Miriam Astruc (1904–1963), französische Archäologin
- Zacharie Astruc (1833–1907), französischer Kunstkritiker, Journalist, Dichter, Komponist, Maler und Bildhauer